# استان آرخانغای
استان آرخانغای (به زبان مغولی: Архангай аймаг، [Arxangaj ajmag]؛ ᠠᠷᠤ ᠬᠠᠩᠭ᠋ᠠᠢ ᠠᠶᠢᠮᠠᠭ، [aru qaŋɣai ayimaɣ]) یکی از استان‌های مغولستان است.

## خصوصیات
استان آرخانغای ۵۵٬۳۱۳٫۸۲ کیلومترمربع مساحت و ۹۵٬۲۵۳ نفر جمعیت دارد و ۳٬۵۲۹ متر بالاتر از سطح دریا واقع شده‌است.